# Vénès
Vénès település Franciaországban, Tarn megyében. Lakosainak száma 723 fő (2022. január 1.). Vénès Lautrec, Montfa, Montredon-Labessonnié, Peyregoux, Réalmont, Saint-Genest-de-Contest és Terre-de-Bancalié községekkel határos.

## Népesség
A település népessége az elmúlt években az alábbi módon változott:
| Lakosok száma | 758  | 780  | 814  | 813  | 787  | 759  | 732  | 730  | 723  |
|               | 2013 | 2015 | 2016 | 2017 | 2018 | 2019 | 2020 | 2021 | 2022 |